# Zmysłówka (gromada)
Zmysłówka – dawna gromada, czyli najmniejsza jednostka podziału terytorialnego Polskiej Rzeczypospolitej Ludowej w latach 1954–1972.
Gromady, z gromadzkimi radami narodowymi (GRN) jako organami władzy najniższego stopnia na wsi, funkcjonowały od reformy reorganizującej administrację wiejską przeprowadzonej jesienią 1954 do momentu ich zniesienia z dniem 1 stycznia 1973, tym samym wypierając organizację gminną w latach 1954–1972.
Gromadę Zmysłówka z siedzibą GRN w Zmysłówce utworzono – jako jedną z 8759 gromad na obszarze Polski – w powiecie łańcuckim w woj. rzeszowskim na mocy uchwały nr 27/54 WRN w Rzeszowie z dnia 5 października 1954. W skład jednostki weszły obszary dotychczasowych gromad Zmysłówka (bez przysiółków Podbudy i Kasprówka) i Opaleniska oraz przysiółek Podlesie z dotychczasowej gromady Grodzisko Dolne ze zniesionej gminy Grodzisko Dolne w tymże powiecie. Dla gromady ustalono 16 członków gromadzkiej rady narodowej.
1 stycznia 1956 gromada weszła w skład nowo utworzonego powiatu leżajskiego w tymże województwie.
29 lutego 1956 z gromady Zmysłówka wyłączono przysiółek Zagóra o powierzchni 80 ha, włączając go do gromady Żołynia w powiecie łańcuckim w tymże województwie.
Gromada przetrwała do końca 1972 roku, czyli do kolejnej reformy gminnej.